# Ipomoea jicama
Ipomoea jicama är en vindeväxtart som beskrevs av T. S. Brandeg. Ipomoea jicama ingår i släktet praktvindor, och familjen vindeväxter. Inga underarter finns listade i Catalogue of Life.